# كاغول
الكاجول هو مصطلح إنجليزي بريطاني لمعطف واقِ من المطر مقاوم للعوامل الجوية أو واقٍ بغطاء رأس، والذي يصل طولهُ غالبًا للركبة. ما يعادل اللغة الإنجليزية الكندية هو سترة واقية أو العلامة التجارية الفرنسية K-Way.
في بعض الإصدارات، عند لفها يتضاعف غطاء الرأس أو الجيب الأمامي كحقيبة يمكن التغليف بداخلها.

## التاريخ والأنماط
تم تسجيل براءة اختراع cagoule التي يمكن طيها في عبوة مضغوطة جدًا وحملها في حقيبة أو جيب  قبل Royal Marine السابق Noel Bibby وتم إطلاقها في المملكة المتحدة تحت اسم العلامة التجارية Peter Storm في أوائل الستينيات. 
في عام 1965 ، تم تقديم ماركة cagoule الفرنسية K-Way. 
كانت الإصدارات الأصلية خفيفة الوزن وقابلة للتعبئة مع غطاء محرك متكامل ، وأساور مرنة أو أربطة ، وإبزيم عند الرقبة. عادة ، لا يمكن فتح الكاجول بالكامل من الأمام ويتم سحبه من فوق الرأس.
كملابس مطرية وظيفية في الهواء الطلق ، سمح التصميم الأصلي والنسب بحماية الأمتعة الشخصية الصغيرة لمرتديها - حقيبة الظهر وحقيبة الخصر و / أو حقيبة الكاميرا .
في وقت لاحق تم نسخه وتسويقه كإكسسوار أزياء رخيص مناسب ، أصبح النمط شائعًا جدًا في المملكة المتحدة خلال السبعينيات.

## معرض صور

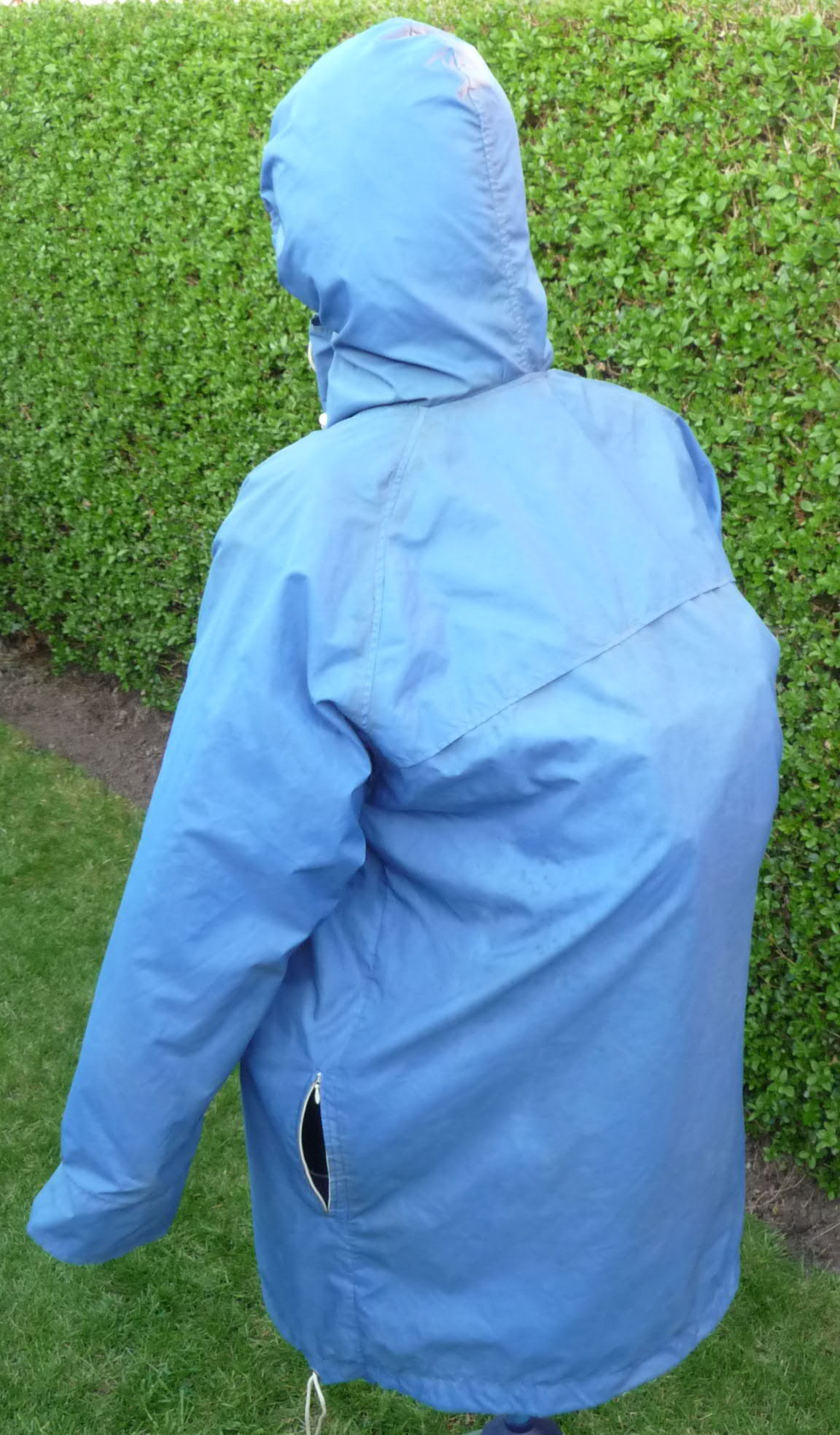
بيتر ستورم خمر cagoule
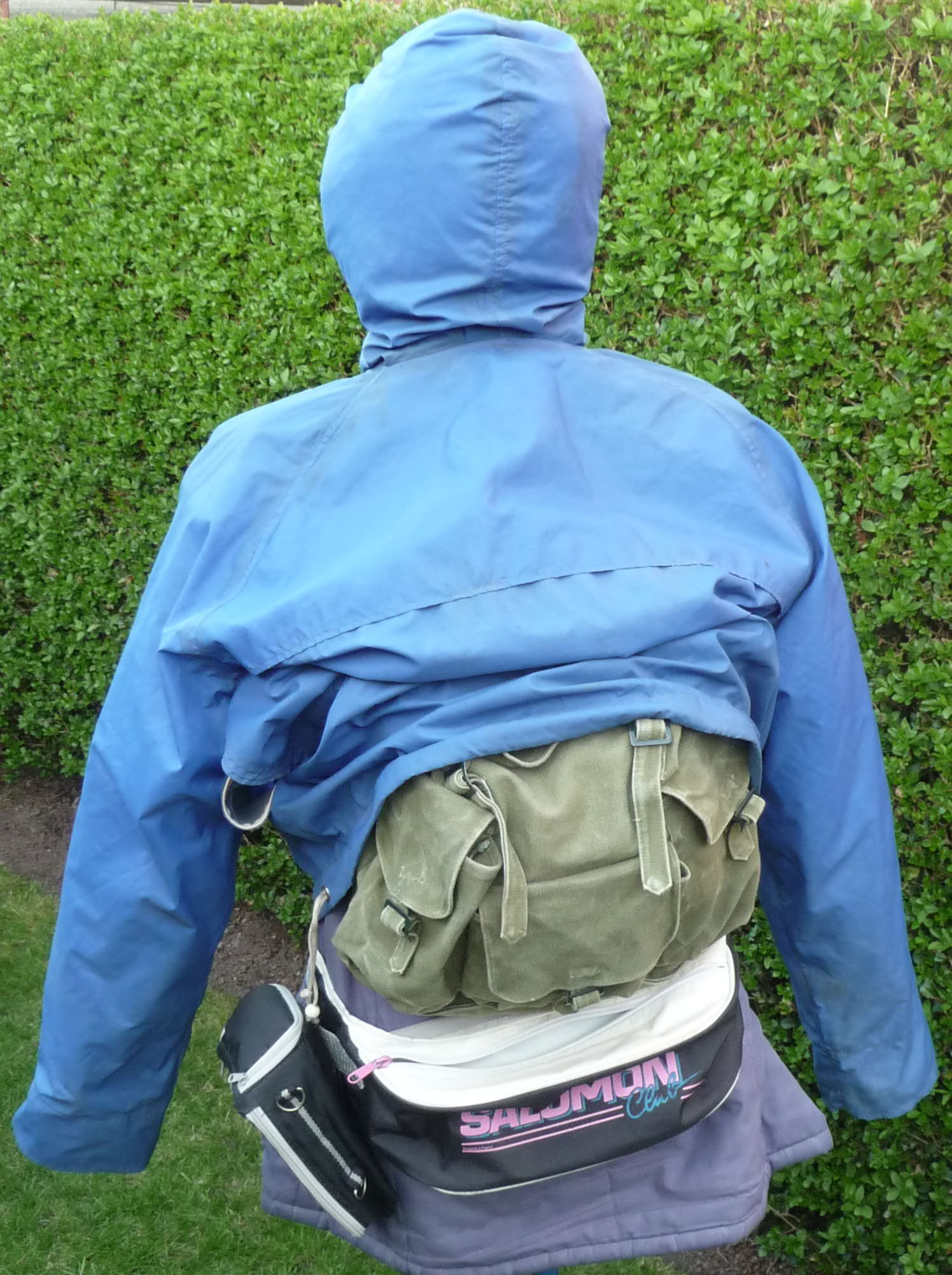
جعل التصميم حماية الطقس للعناصر الخفيفة الوزن النموذجية للأمتعة الشخصية أمرًا ممكنًا
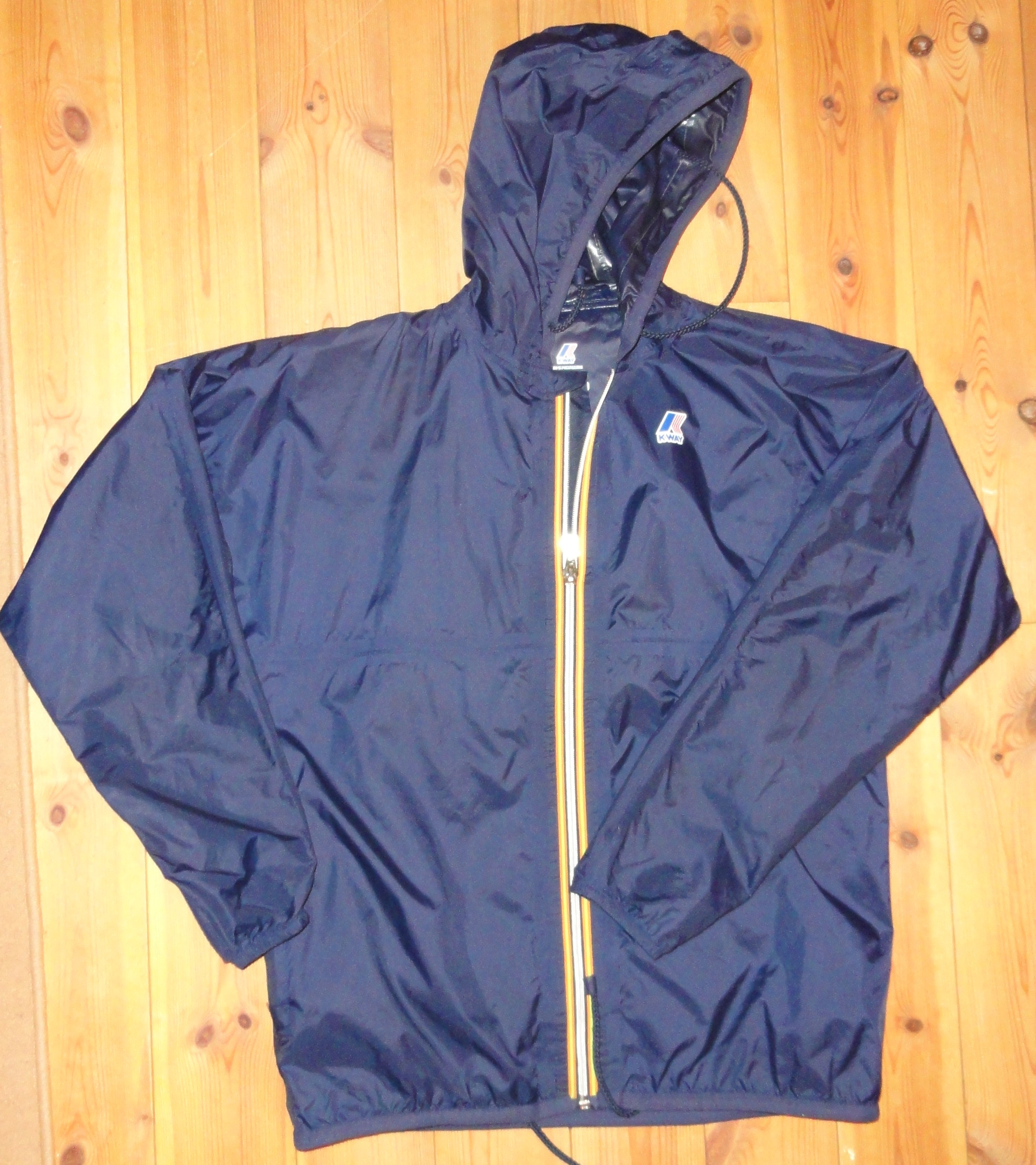
K-Way cagoule